# Jewgienij Sinicyn
Jewgienij Sinicyn (ros. Евгений Синицин, ur. 6 stycznia 1981) – rosyjski wioślarz.

## Osiągnięcia
- Mistrzostwa Świata Juniorów – Hazewinkel 1997 – dwójka bez sternika – 11. miejsce[1].
- Mistrzostwa Świata – Poznań 2009 – czwórka bez sternika wagi lekkiej – 18. miejsce[1].
- Mistrzostwa Europy – Brześć 2009 – czwórka bez sternika wagi lekkiej – 9. miejsce[1].